# Aristodama
Aristodama de Esmirna (c. 218 a. C.) fue una poetisa de la antigua Jonia. Ninguna de sus obras ha sobrevivido hasta el presente; sabemos de la poetisa sólo a través de una inscripción sobre ella que se encuentra en Lamia. Los ciudadanos de esa ciudad concedieron a Aristodama  y a su hermano Dionisios ciudadanía y otros honores en reconocimiento a su habilidad poética.